# David Valadao
David Goncalves Valadao (ur. 14 kwietnia 1977 w Hanford) – amerykański polityk, członek Partii Republikańskiej.

## Działalność polityczna
Od 2010 zasiadał Zgromadzeniu Stanowym Kalifornii. W okresie od 3 stycznia 2013 do 3 stycznia 2019 przez trzy kadencje i ponownie od 3 stycznia 2021 jest przedstawicielem 21. okręgu wyborczego w stanie Kalifornia w Izbie Reprezentantów Stanów Zjednoczonych.